# Palazzo degli Esami
Il Palazzo degli Esami è un edificio in stile razionalista localizzato al numero 4 di via Girolamo Induno, nel rione Trastevere a Roma.
Occupando un intero isolato, il palazzo è delimitato da viale di Trastevere, via Carlo Tavolacci e via Jacopa de' Settesoli.
La facciata riporta la seguente scritta:
SEDE DEGLI ESAMI PER CONCORSI DI STATO

## Storia
Il palazzo fu commissionato dall'Ufficio speciale del Genio civile all'ingegnere Edmondo Del Bufalo, che lo realizzò nel 1912.
Fino al dicembre del 2013 fu utilizzato per i concorsi ed esami di ammissione per funzionari pubblici, docenti, giornalisti e altre professioni. Fu poi ceduto al fondo immobiliare CDP Investimenti al termine di un processo di privatizzazione. Attualmente è utilizzato per esposizioni temporanee.
L'edificio stesso si compone di quattro piani oltre al piano terra, di cui uno seminterrato.